# Val-de-Bride
Val-de-Bride är en kommun i departementet Moselle i regionen Grand Est (tidigare regionen Lorraine) i nordöstra Frankrike. Kommunen ligger i kantonen Dieuze som tillhör arrondissementet Château-Salins. År 2022 hade Val-de-Bride 518 invånare.

## Befolkningsutveckling
Antalet invånare i kommunen Val-de-Bride
| Referens: INSEE |